# K'àak' Chi'
K'àak' Chi' (en maya: Boca de fuego) es el nombre dado a un hipotético yacimiento arqueológico de la civilización precolombina maya, supuestamente descubierto por William Gadoury.
La existencia de este yacimiento no ha sido confirmada por el Instituto Nacional de Antropología e Historia organismo bajo cuya tutela se encuentran los sitios arqueológicos mexicanos. Análisis realizados por satélite han revelado que en el lugar podría haber una pirámide y una treintena de edificios.

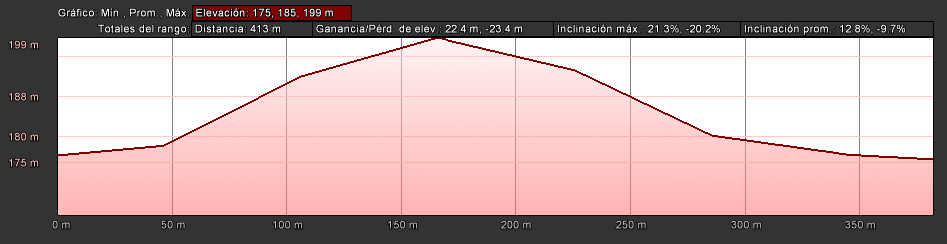
Perfil de elevación entre las coordenadas y